# Vroedmeesterpad
De vroedmeesterpad (Alytes obstetricans) is een padachtige kikker uit de familie Alytidae.
De vroedmeesterpad is een West-Europese soort die leeft in kalkrijke omgevingen met poeltjes, waarin de dieren zich ontwikkelen. De vroedmeesterpad is een echte landbewoner die zelden het water betreedt. De habitat bestaat uit kale omgevingen met hier en daar poeltjes. De kikker komt voor in België en Nederland. In Nederland was dat beperkt tot zuidelijk Limburg, maar na de eeuwwisseling worden er met regelmaat ook waarnemingen gemeld uit andere delen van het land. De vroedmeesterpad is in België en Nederland aangemerkt als beschermde diersoort.
De vroedmeesterpad is een vrij kleine soort die ongeveer 5 centimeter lang wordt. De kikker heeft een grijze tot bruine kleur aan de bovenzijde, de onderzijde is lichter. De huid is wrattig en bevat giftige verbindingen. De vroedmeesterpad dankt zijn naam aan de bijzondere manier van voortplanting. De kikker kent een verregaande vorm van broedzorg, althans de mannetjes.

## Naamgeving
De vroedmeesterpad heeft als wetenschappelijke naam Alytes obstetricans. Oorspronkelijk werd de kikker beschreven onder de naam Bufo obstetricans. Deze naam werd voor het eerst gebruikt door Josephus Nicolaus Laurenti in 1768. Later werden ook andere wetenschappelijke namen gebruikt, zoals Bombinator obstetricans, Rana obstetricans en Obstetricans vulgaris  zijn in het verleden wel gebruikt voor de soort.
De geslachtsnaam Alytes komt uit het Grieks en betekent 'gewikkeld'. Deze naam slaat op het feit dat de mannetjes de eiersnoeren om de achterpoten wikkelen en deze enige tijd met zich mee dragen.
De soortaanduiding obstetricans is afgeleid van het Latijnse woord obstare, dat verloskunde betekent. Deze benaming is te danken aan het feit dat het mannetje tijdens de paring op- en neer gaande bewegingen met het achterlichaam maakt, zodat het lijkt of het mannetje de eieren uit het vrouwtje probeert te persen. Hierop is ook de Nederlandstalige naam 'vroedmeesterpad' gebaseerd, dus niet aan het feit dat het mannetje de eieren draagt.

## Verspreiding en habitat

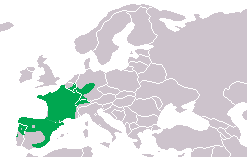
Verspreidingsgebied in het groen

De vroedmeesterpad leeft in het westen en zuidwesten van Europa, met het midden en noorden van het Iberisch Schiereiland als kerngebied. De soort komt in geheel Frankrijk voor, in Zuid-Wallonië en lokaal in Oost-Vlaanderen. In Oost-Duitsland komt de soort in geheel Saksen tot aan Brandenburg voor. Verder naar het zuiden wordt de populatie begrensd tot de Jura in Midden-Zwitserland.
De vroedmeesterpad komt voor in België, Duitsland, Frankrijk, Italië, Luxemburg, Nederland, Portugal, Spanje en Zwitserland. De kikker is door de mens geïntroduceerd in het Verenigd Koninkrijk.
Het noordelijkste deel van het areaal besloeg tot voor kort het deel van Nederland ten zuiden van de stad Heerlen, in Duitsland komt de soort op ongeveer even noordelijke locaties voor, echter alleen in het midden van het land. De populaties in Nederland en Duitsland komen hierdoor nergens samen. Het zuidelijkste deel van het verspreidingsgebied beslaat zuidelijk Spanje. In de Pyreneeën komt de kikker voor tot een hoogte van 1500 tot 1800 meter boven zeeniveau, in streken die grote delen van het jaar bedekt zijn met sneeuw.

### In Nederland
De aanwezigheid van de vroedmeesterpad in Nederland werd voor het eerst vastgesteld in 1893 door Oudemans. Er is enige verwarring geweest omdat de Limburgse naam voor de vroedmeesterpad abusievelijk werd aangezien voor de aanduiding voor de geelbuikvuurpad.
In Nederland komt de pad van nature alleen voor in de Limburgse mergelgroeven in zeven verschillende kernpopulaties. Daarnaast zijn er kleinere groepjes van Meerssen in het westen van Zuid-Limburg tot Wahlwiller in het oosten. Een populatie ten westen van Nuth stond anno 2010 bekend als de meest noordelijke natuurlijke populatie in Nederland.
De vroedmeesterpad is op diverse plekken elders in het land uitgezet. Zo is hij in de Botanische Tuinen Universiteit Utrecht, Amsterdam en Den Haag gesignaleerd. Hier schijnt de kikker goed te gedijen. In Amersfoort was anno 2010 een zodanige populatie ontstaan dat wijkbewoners klaagden over een verstoorde nachtrust door de lokroep van de kikkers.
Een andere uitgezette populatie is gelegen rond Rheebruggen in Drenthe die al sinds 1970 bekend is. Sommige van deze kunstmatige populaties zijn van overheidswege ondersteund geweest, zoals de dieren die in Epen werden uitgezet in de jaren 50. Deze habitat bestond uit een enkele poel van enige vierkante meters.

### Habitat

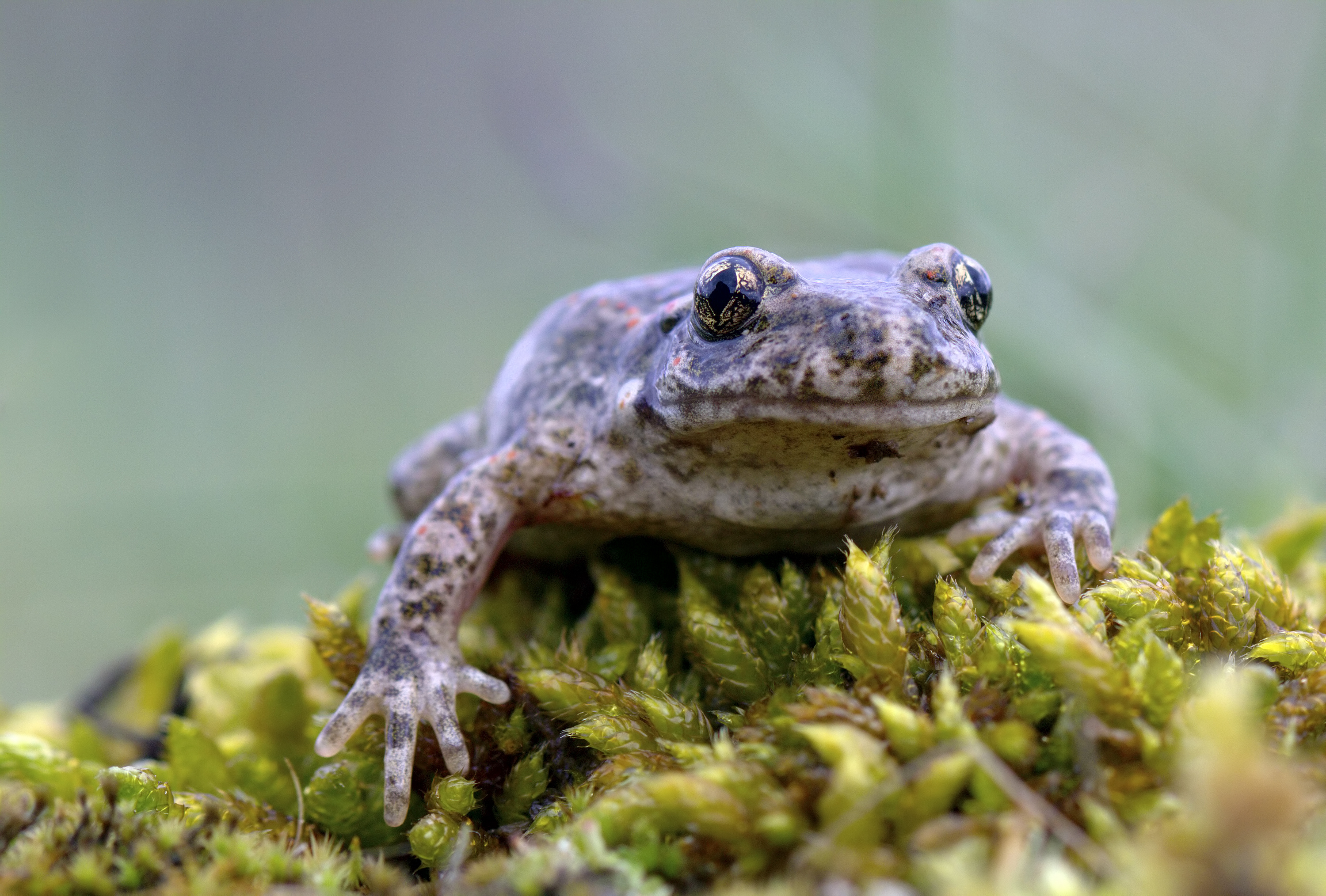
De vroedmeesterpad leeft in vochtige omgevingen.

De pad leeft veelal op het land waarbij droge plekken worden vermeden. Kleine holletjes onder stenen, in rotsspleten en in omgevallen bomen dienen als schuilplaats. De pad kan ook zelf een hol graven en ook verlaten holen van zoogdieren worden wel gebruikt. Vrijwel alle zand- en steengroeven, open bosranden en stenige hellingen zijn in principe geschikt als leefgebied voor de vroedmeesterpad. Het stenige karakter en de verzonken ligging in het landschap zorgt voor een groot aanbod aan schuilplaatsen; zo is er sprake van een korte schrale begroeiing en heerst er een geschikt microklimaat. De weersomstandigheden kunnen zorgen voor flinke fluctuaties binnen de populaties. In een enkel seizoen met flinke zonperioden kunnen populaties groeien van tientallen tot vele honderden exemplaren. De groeves in het mergelland vormen in Nederland het belangrijkste leefgebied voor de vroedmeesterpad en de nog zeldzamere geelbuikvuurpad (Bombina variegata). Lokale natuurbeheerders dragen zorg voor het geschikt houden van de habitats door oeverbegroeiing en verbossing tegen te gaan. Dit beheer schept de voorwaarden voor de instandhouding van beide soorten.
De vroedmeesterpad leeft op kalkhoudende gronden of in de directe omgeving ervan. De kikker plant zich voort in kleine poeltjes, met name gegraven drinkplaatsen voor vee zijn geschikt. Aangezien deze vaak worden vervangen door betonnen bakken zijn veedrinkplaatsen steeds minder beschikbaar aangezien ze niet bereikbaar zijn voor de kikker. De nog bestaande poeltjes worden wel gebruikt om landbouwwerktuigen zoals sproeiinstallaties schoon te maken. Dit heeft een negatieve en soms fatale invloed op de dieren die erin leven.
Ook in door de mens aangepaste omgevingen komt de vroedmeesterpad voor, zelfs in de nabijheid van steden. Hier maakt de kikker gebruik van houtstapels en kelders als schuilplaats. Voorkeur bestaat voor ruderale terreinen zoals kerkhoven, groeven en verlaten fabriekscomplexen.

## Uiterlijke kenmerken

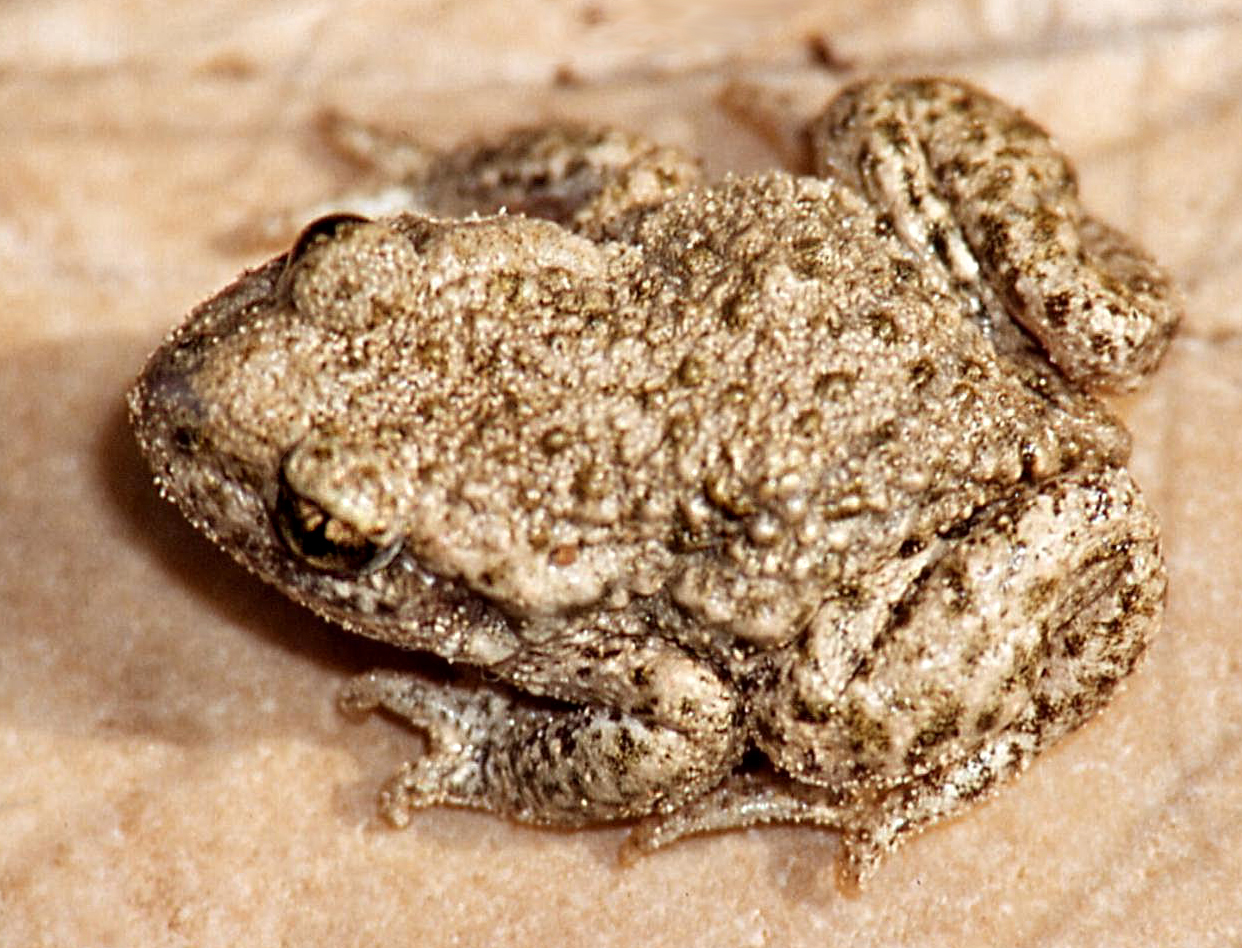
Bovenzijde van een mannetje

De vroedmeesterpad is een vrij kleine, gedrongen pad met een opvallend forse kop. De buikzijde is wittig, crèmeachtig gekleurd. Gemarmerde exemplaren zijn zeldzamer en komen alleen in het zuidelijke deel van het verspreidingsgebied voor. Het geslachtsonderscheid is niet eenvoudig. Eierdragende exemplaren zijn altijd mannetjes, maar deze dragen slechts een deel van het jaar het legsel. Mannetjes hebben ook geen kwaakblaas die bij vele soorten kikkers en padden alleen bij de mannetjes aanwezig is. Deze blaas ontbreekt echter bij de vroedmeesterpad.
Het plomp aandoende lichaam wordt tot ongeveer 45 tot 55 millimeter lang. De vrouwtjes worden iets groter dan de mannetjes. De huid doet vrij glad aan, lichte kleine wratten zijn van heel dichtbij zichtbaar. De basiskleur is groenbruin tot groengrijs, de bovenzijde van het lichaam is voorzien van kleine puntjes. Deze zijn donkergroen, grijsgroen of rood van kleur. Exemplaren van populaties uit Nederland en Duitsland zijn over het algemeen vrij donkergroen, vaak olijfkleurig of grijsgroen met weinig opvallende tekening. De meer zuidelijk voorkomende populaties vertonen veel variatie in tekening met een lichtgroene of vaalwitte grondkleur.
De vroedmeesterpad is binnen België en Nederland niet te verwarren met andere kikkers en padden. De pupil is verticaal spleetvormig en dit is het enige kenmerk dat de kikker deelt met de knoflookpad. Deze laatste heeft echter een gladde huid en meer kikker-achtige bouw en is gemakkelijk te onderscheiden.

### Kop

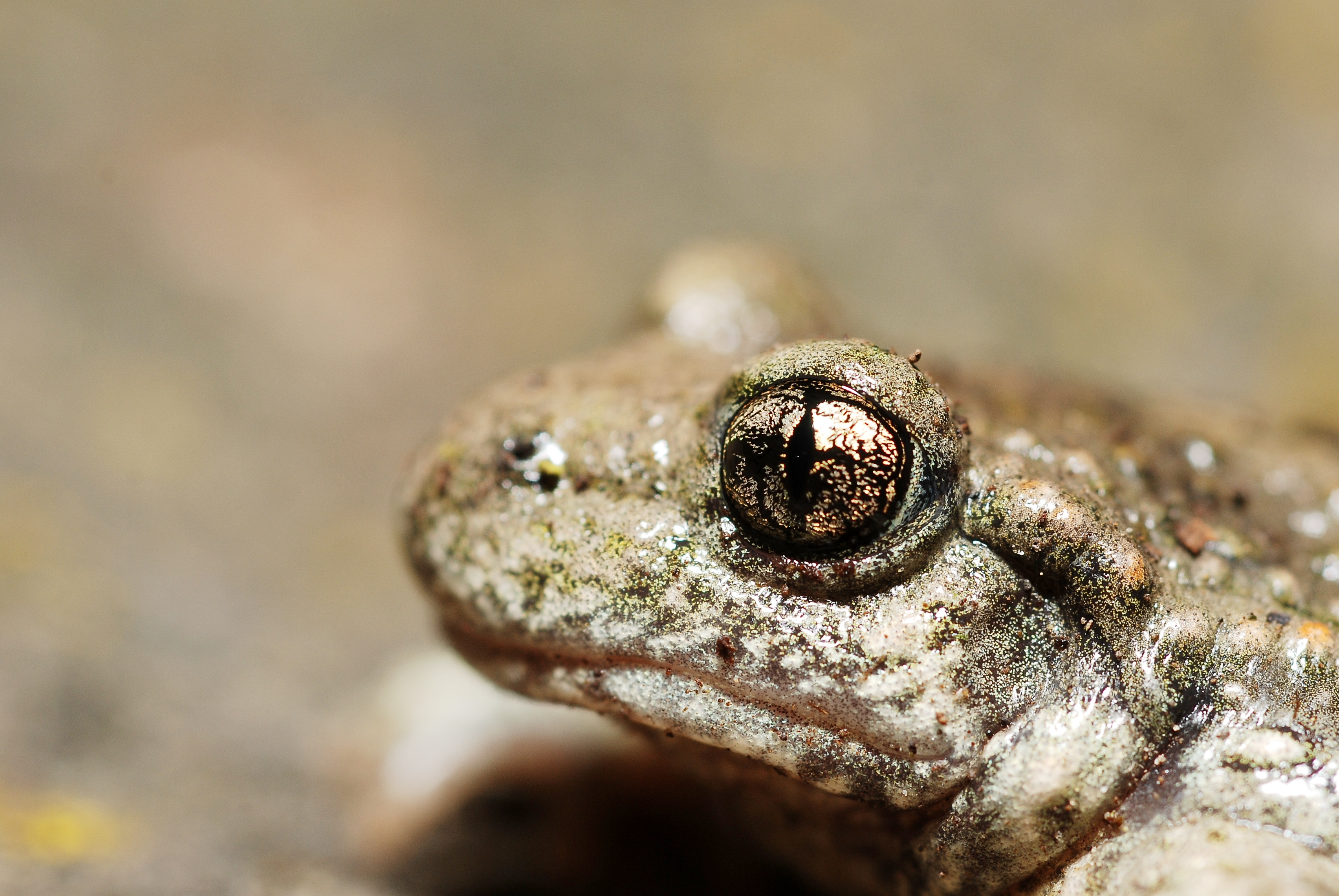
Kopprofiel met verticale spleetpupil en kleine parotoïden

De vroedmeesterpad heeft een relatief kleine en korte kop in vergelijking met andere kikkers, de snuit is puntig. De ogen zijn relatief groot, wat duidt op de nachtelijke activiteit. De ogen puilen daarnaast ook duidelijk uit, de pupil is verticaal spleetvormig tot ovaal van vorm. Het trommelvlies of tympanum is duidelijk zichtbaar. Kenmerkend zijn de vrij kleine gifklieren achter de ogen, deze worden wel de parotoïden of oorklieren genoemd. De parotoïden zijn echter goed zichtbaar doordat ze sterk gewelfd zijn; ze steken uit boven de huid. De parotoïden hebben bovendien vaak de oranjerode kleur die ook op veel huidverdikkingen zichtbaar zijn. De parotoïden worden nog eens extra geaccentueerd door een rij vergrote verdikkingen aan de achterzijde die naar de liezen van de achterpoten loopt. Met name bij de wijfjes hebben deze wratten aan de bovenzijde een oranjerode kleur.

### Poten
Onder de handpalmen bevinden zich drie duidelijke knobbeltjes. De mannetjes van de meeste kikkers en padden hebben karakteristieke knobbels aan de poten die de paarkussentjes worden genoemd en alleen voorkomen bij mannetjes en dienen om een vrouwtje beter vast te kunnen houden bij de paring. De vroedmeesterpad heeft dergelijke structuren echter niet. Hij paart op het land en daar zijn de paarkussentjes niet zo zinvol als in het water waar het nogal glibberig kan zijn tijdens de paring; in water voldoen deze kussentjes wel goed voor het vasthouden van het vrouwtje.
De vroedmeesterpad heeft kleine poten en beweegt zich kruipend voort. De achterpoten zijn niet geschikt om mee te springen, de kikker kan zelfs bij gevaar slechts onhandige sprongetjes maken.

### Onderscheid met andere soorten
De vroedmeesterpad kan door de verticale pupil en de gedrongen lichaamsbouw en gladde huid worden verward met de knoflookpad (Pelobates fuscus). Deze laatste soort heeft echter schoffelachtige structuren aan de achterpoten. De groengestipte kikker (Pelodytes punctatus) heeft een gelijkend voorkomen en komt in hetzelfde gebied voor. Deze soort heeft echter langere en dunnere poten. De verwante Iberische vroedmeesterpad (Alytes cisternasii) heeft twee knobbels onder iedere hand en niet drie zoals de 'gewone' vroedmeesterpad.

## Voortplanting en ontwikkeling
Het voortplantingsseizoen loopt tot in het najaar, en daarmee is de soort een grote uitzondering in vergelijking met andere West-Europese kikkers. De vroedmeesterpad plant zich in België en Nederland rond mei en juni voort en de kleine kikkertjes zijn te zien vanaf juli en augustus. De voortplantingstijd is echter afhankelijk van de geografische locatie en met name de daarbij behorende temperaturen. In warmere streken, zoals het Spaanse Malaga, worden de pas ontwikkelde kikkertjes van april tot september waargenomen.

### Roep

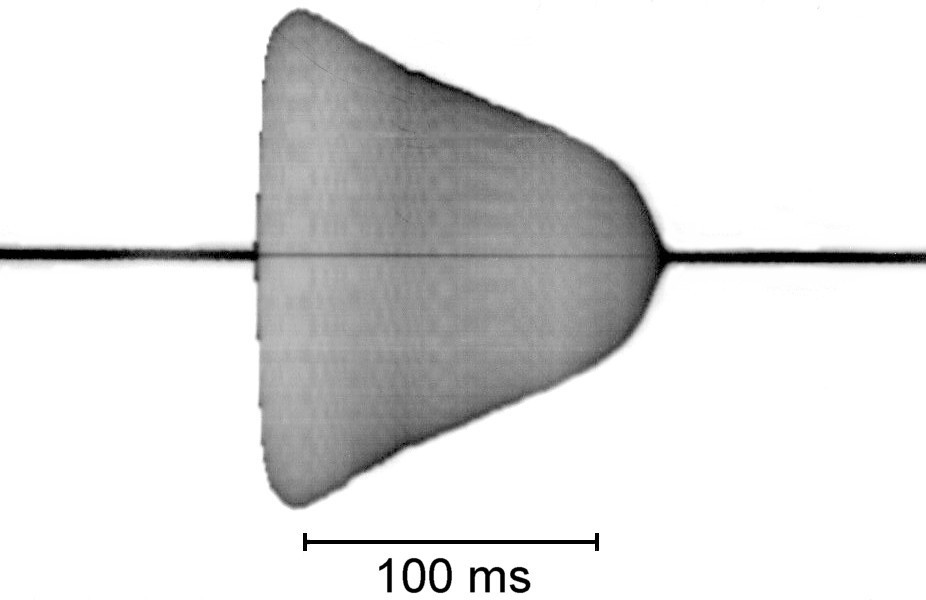
Oscillogram mannetje bij 10 °C

De aanwezigheid van vroedmeesterpadden is vooral vast te stellen door het merkwaardige lokgeluid dat met name de mannetjes maken. Het bestaat uit een monotoon geluid dat doet denken aan een korte fluittoon, die om de paar seconden wordt herhaald en aan een generator doet denken. De kikkers maken alleen geluiden om het andere geslacht te lokken en deze geluiden zijn dus als lokroep aan te duiden. Het klinkt als drie korte verschillende fluittonen met hele en halve 
toonafstanden rond f eengestreept (f′, F4, 350 Hz) en fis eengestreept (fis′, Fis4, 370 Hz), en een duur van ongeveer een halve sekonde. 
Het mannetje heeft geen kwaakblaas en produceert het lokgeluid door lucht door de keel te persen. Vooral op zwoele lente- en zomeravonden (van april tot eind augustus, soms nog later) is het geluid te horen. Een aantal 'zingende' vroedmeesterpadden bij elkaar geeft - omdat elke vroedmeesterpad in een andere toonhoogte 'fluit' - het effect van een klokkenspel. Vrouwtjes kunnen ook geluid produceren, maar ze doen dit alleen als ze al dicht bij een mannetje in de buurt zijn.
De Limburgse naam voor vroedmeesterpadden is dan ook 'klungelkens' (klokjes). Het geluid wordt voortgebracht door zowel de mannetjes als de vrouwelijke dieren. Het lokgeluid van de vroedmeesterpad is duidelijk hoorbaar, maar de kikker is moeilijk op het gehoor te vinden.

### Paargreep en paring

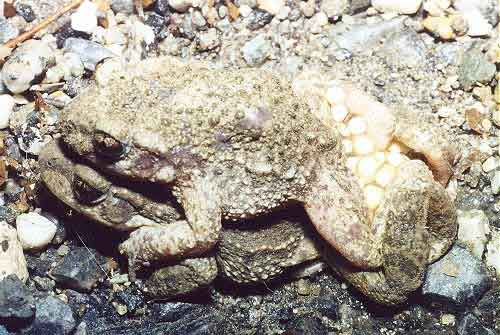
Bevruchting van de eieren waarbij het mannetje de eieren opvangt

Bij de meeste kikkers zoeken de mannetjes het water op waar ze lange tijd kwakend blijven zitten om een vrouwtje te lokken. De vroedmeesterpad kwaakt echter op het land, waarbij de mannetjes steeds een vaste plek hebben, zoals een holletje of onder een steen. Ze zijn erg honkvast en keren steeds terug naar dezelfde schuilplaats. De vrouwtjes zwerven rond en zodra een vrouwtje zich op een afstand van enkele meters van een mannetje bevindt maakt ze eveneens een lokgeluid dat door het mannetje wordt herkend. Het mannetje zet vervolgens een versnelde versie van de lokroep in waarna de dieren elkaar naderen tot de koppen elkaar raken. Het vrouwtje kruipt vervolgens onder het mannetje, het mannetje klemt zijn voorpoten onder de achterpoten van het vrouwtje. Deze zogenaamde paargreep wordt wel de amplexus genoemd en bij de meeste kikkers omklemmen de mannetjes het vrouwtje onder haar voorpoten, dit wordt wel de amplexus axillaris genoemd. De greep van het mannetje in de lendenen van een vrouwtje, zoals bij de vroedmeesterpad voorkomt, wordt met amplexus lumbaris aangeduid. De amplexus lumbaris komt voor bij kikkers die als wat primitiever worden gezien. Zodra de dieren zich hebben gehecht, vindt de eiafzet plaats en vertonen de dieren verschillende handelingen die als hooggespecialiseerd worden beschouwd. De amplexus duurt bij de vroedmeesterpad hooguit een uur, de paargreep duurt bij andere kikkers veel langer.
De paargreep is niet de feitelijke paring, deze vindt pas plaats zodra het vrouwtje haar eieren afzet. De paring -dus de bevruchting van de eieren- vindt eveneens plaats op het land, wat zeer uitzonderlijk is voor soorten die zich als larve in het water ontwikkelen. Voordat de eieren worden afgezet masseert het mannetje de cloacaomgeving van het vrouwtje met zijn achterpoten. Het mannetje brengt hierbij soms zijn tenen in de cloaca van het vrouwtje. Daarnaast worden door het mannetje op- en neergaande bewegingen met het achterlichaam gemaakt om haar te stimuleren.
Zodra de eieren het lichaam van het vrouwtje beginnen te verlaten brengt het mannetje zijn lichaam naar achteren en vormt met zijn achtervoeten een soort schoteltje. Hierin worden de eieren bevrucht door het zaad van het mannetje. Het vrouwtje zet ongeveer 20 tot 100 eieren af, dit is aanzienlijk minder dan de legsels van andere kikkers. Zodra alle eieren zijn afgezet maakt het mannetje zijwaarts bewegingen met de achterpoten zodat de eieren beter rond de achterpootbasis worden gepositioneerd. Het mannetje urineert over de eieren om deze van water te voorzien en de eieren zwellen hierbij op. Na het afzetten van de eitjes gaan het mannetje en het vrouwtje weer hun eigen weg.

### Eieren

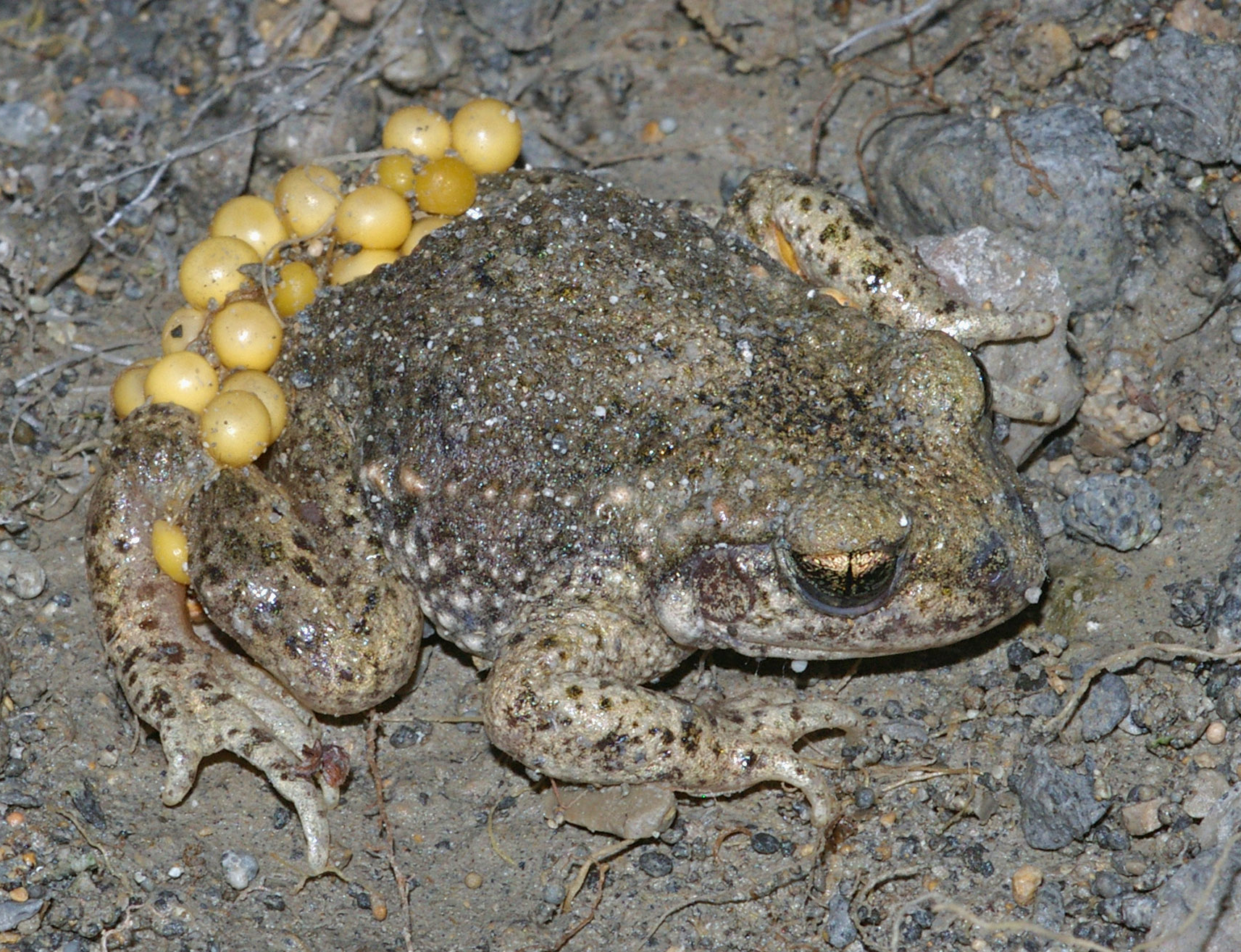
Mannetje met verse eieren

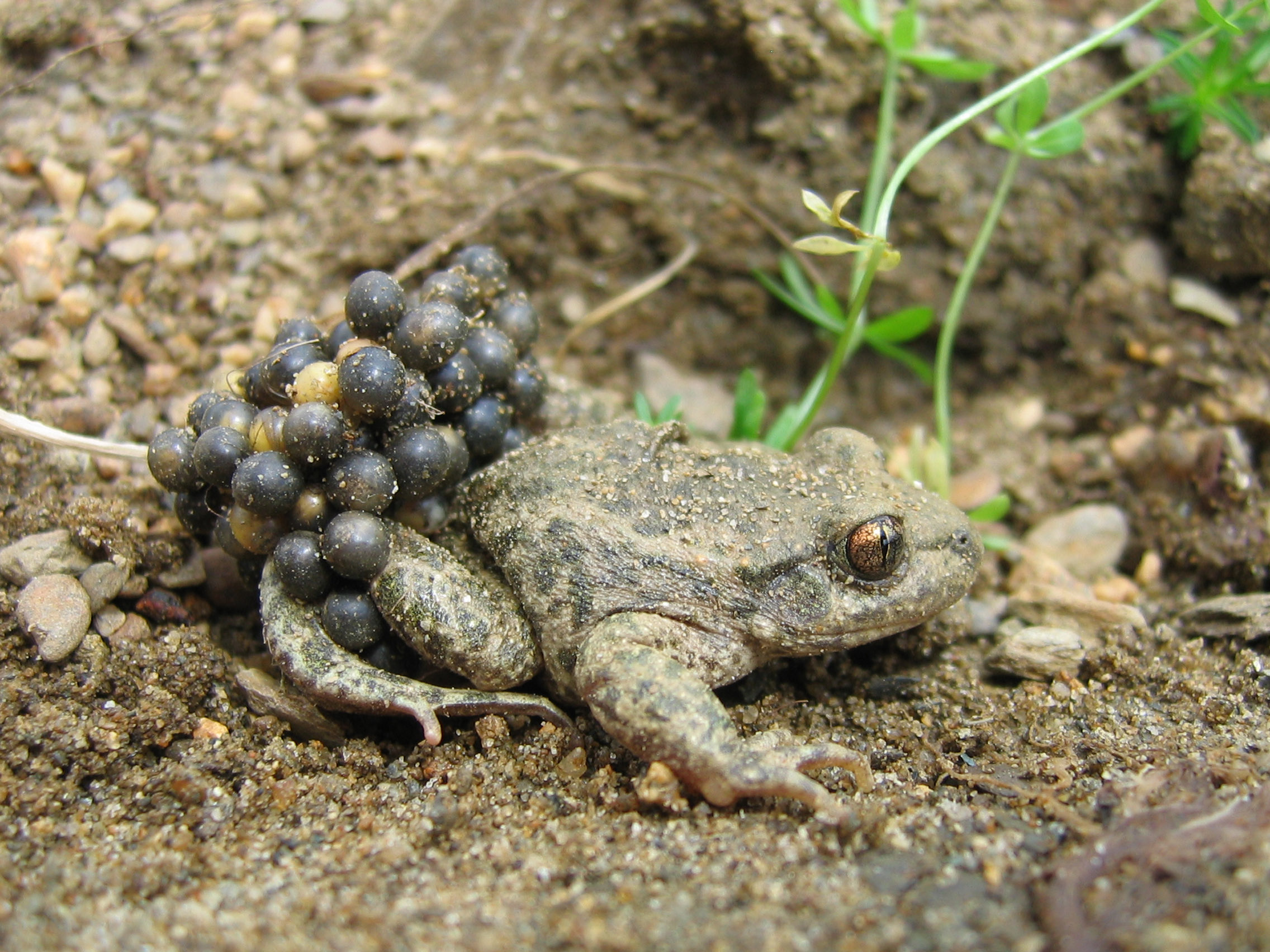
Mannetje met oudere eieren

Het mannetje draagt de eiersnoeren een tijdje met zich mee rond de achterpoten. De buitenste laag van de eieren en de verbindende eiersnoeren drogen nadat ze met de buitenlucht in contact zijn gekomen snel uit, waardoor ze strakker om de poten van het mannetje komen te zitten. De eieren zijn eerst lichtgeel van kleur en later kleuren ze donkerder. Het mannetje kruipt ongeveer drie tot zeven weken rond met de eieren rond zijn poten voordat hij het water opzoekt. De exacte duur is afhankelijk van de omgevingstemperatuur.
Door deze vorm van broedzorg wordt voorkomen dat de eieren in het water beschimmelen of worden opgegeten door waterdieren. Het uitkomstpercentage van de eieren is hierdoor in vergelijking met andere kikkers veel hoger. Nadeel is dat de pad maar voor een beperkt aantal eitjes kan zorgen. Een legsel bevat ongeveer zestig tot zeventig eitjes. Dit is een tegenstelling met de soorten die eierdril direct afzetten in het water, waarbij meestal honderden eitjes tegelijk worden verspreid. De vrouwtjes kunnen drie tot vier legsels per jaar afzetten.
De eieren zijn gevoelig voor uitdroging en worden van water voorzien door dauwdruppels. Als het legsel desondanks te droog wordt zal het mannetje het water opzoeken om ze te bevochtigen. Aan het eind van de ontwikkeling van de embryo's in de eieren zoekt het mannetje een laatste maal het water op waarbij de larven de eieren verlaten.
Mannetjes zijn in staat om gedurende de embryonale ontwikkelingstijd ook nog een tweede legsel te verkrijgen dat wordt meegedragen om de achterpoten. Zelfs mannetjes met drie legsels zijn waargenomen. Ze ondergaan hetzelfde paringsritueel waarbij de aanwezigheid van de eiermassa geen beletsel is. Een mannetje moet echter wel zorgen dat een tweede legsel binnen maximaal vijf dagen wordt afgezet rond de poten. Dit komt doordat de embryo's in de eieren eenzelfde ontwikkelingssnelheid hebben omdat ze onder dezelfde omstandigheden leven. De embryo's in het tweede legsel zijn daardoor minder ontwikkeld dan die in het eerste legsel. Als het mannetje de eieren in het water brengt zwellen ze allemaal op, zowel die van het eerste als van het tweede legsel. De kikkervisjes van beide legsels moeten dan het ei verlaten. Als er meer dan vijf dagen verschil zit tussen de leeftijd van de legsels zullen de embryo's van het tweede eiersnoer nog niet voldoende ontwikkeld zijn. Ze zijn hierdoor niet levensvatbaar.
Zodra de eieren zijn afgezet in het water worden de lege omhulsels door het mannetje afgestroopt met de achterpoten.

### Larve en subadult

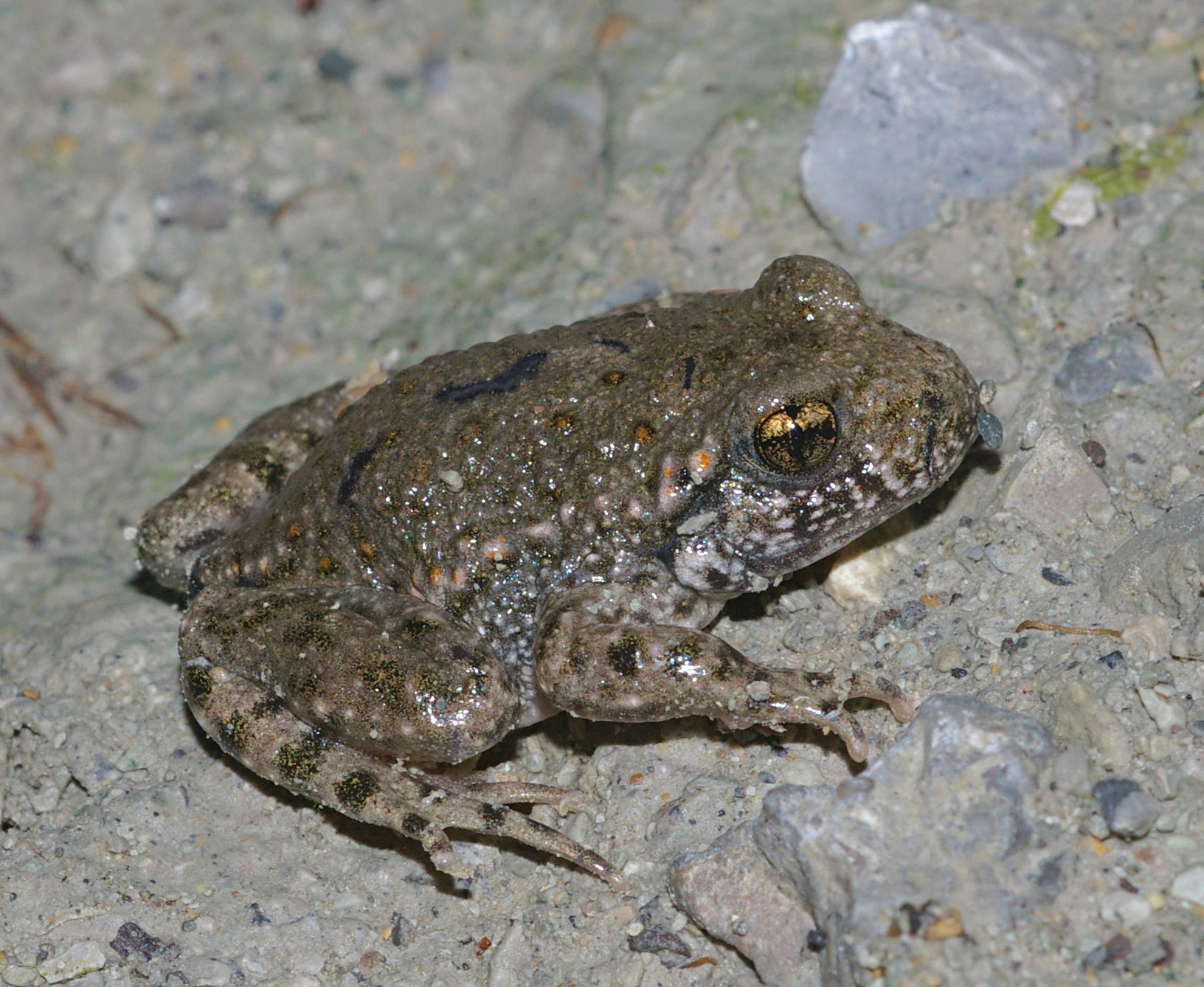
Juveniel exemplaar van ongeveer 1,5 cm lang

De kikkervisjes van de vroedmeesterpad drukken vlak voor het verlaten het ei met hun bek tegen de eiwand. Hierbij wordt een enzym afgescheiden uit klieren aan de voorzijde van de kop, dat de eiwand oplost. Larven van kikkers die zich op het land ontwikkelen daarentegen bijten de eiwand stuk, maar bij de larven van de vroedmeesterpad is de bek gesloten.
De kikkervisjes zijn als ze uit het ei kruipen ongeveer 10 tot 17 millimeter lang. Ze zijn hiermee groter dan andere kikkervisjes die als ei in het water zijn afgezet. Ze zijn ook verder ontwikkeld, en hebben reeds kieuwen zodra ze uit het ei kruipen waar andere soorten nog hulpeloze wormpjes zijn. Uiteindelijk kunnen ze 5 tot 9 centimeter lang worden. De larven kennen een lange ontwikkelingsduur van ongeveer vier maanden. Pas als ze volledig zijn ontwikkeld vindt de metamorfose plaats. Als de larven pas laat in het jaar ter wereld komen, of als de watertemperatuur te laag is, overwinteren ze in het water. Bij deze larven vindt de metamorfose dan pas in het volgende jaar plaats. Overwinterende larven worden groter en kunnen een lichaamslengte bereiken tot 11 centimeter. Doordat de larven overwinteren kunnen ze het gehele jaar door worden gevonden.

## Voedsel en vijanden
Het voedsel bestaat uit insecten en wormen die tijdens de schemering of 's nachts worden gevangen. Het grootste deel van het menu bestaat uit insecten zoals vlinders, mieren en andere vliesvleugeligen, wantsen, rechtvleugeligen en kevers zoals loopkevers. Daarnaast worden ook andere ongewervelden gegeten zoals wormen en duizendpotigen.
In een gespecialiseerd onderzoek van dieren uit populaties uit Portugal bleek dat de vroedmeesterpad voornamelijk spinnen, kevers, vliegenlarven en pissebedden op het menu heeft staan.
De larven voeden zich met zowel plantaardig als dierlijk materiaal.
Belangrijke vijanden van kikkers in het algemeen zijn verschillende oevervogels, zoals eenden en reigers. Omdat de vroedmeesterpad 's nachts actief is worden dergelijke vijanden meestal vermeden, maar de kikker kan wel worden buitgemaakt door verschillende uilen, die eveneens nachtactief zijn. De huid van de vroedmeesterpad bevat giftige verbindingen die gevaarlijk zijn voor slangen zoals adders.
De larven worden gegeten door vissen, salamanders en verschillende waterinsecten zoals waterkevers en de larven van libellen. Vroeger werd wel gedacht dat de larven en volwassen kikkers zeer giftig waren voor alle dieren, maar dit blijkt niet juist te zijn.

## Bedreiging en bescherming
De vroedmeesterpad wordt bedreigd door activiteiten van de mens, de populaties in Duitsland en Nederland zijn allemaal bedreigd of zelfs sterk bedreigd. In grote delen van het areaal komt de kikker in geschikte habitats algemeen voor en kan erg talrijk zijn. De dieren zijn echter vanwege hun nachtelijke levenswijze en schuwe karakter moeilijk zichtbaar.
De voornaamste bedreigingen zijn het verdwijnen van kleine, visvrije watertjes en het verhouten van de habitat van de volwassen dieren. Wanneer de voor de vroedmeesterpad geschikte omstandigheden weer worden gecreëerd, kan de kikker zich vrij snel herstellen.
De vroedmeesterpad wordt internationaal beschermd onder de Conventie van Bern, waar de Europese Unie op toeziet. De Rode lijst wordt in Nederland juridisch ondersteund door de Flora- en faunawet. De kikker met zijn bijzondere broedeigenschappen wordt in alle landen waar hij voorkomt bedreigd.

## Taxonomie en indeling

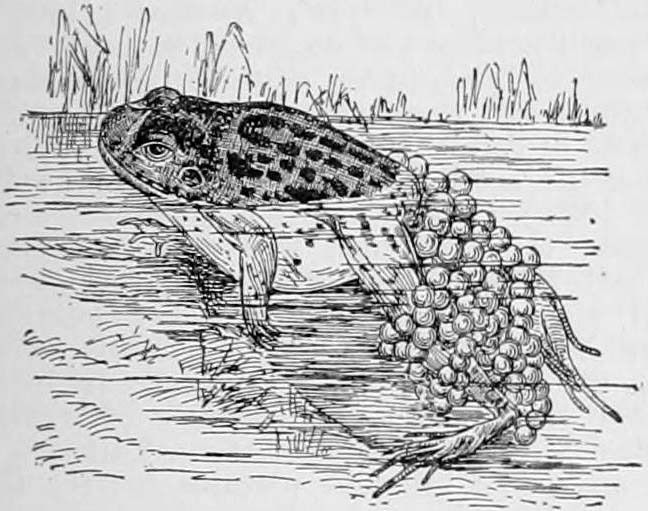
Tekening uit de The New International Encyclopædia (1905)

De vroedmeesterpad behoort tot de familie Alytidae en het geslacht van de vroedmeesterpadden (Alytes). Vroeger werd de vroedmeesterpad tot de familie van de padden gerekend, maar dit wordt beschouwd als achterhaald. Ondanks de naam 'pad' wordt de soort gezien als een pad-achtige kikker.
Alytes bestaat uit vijf soorten die uiterlijk allemaal op elkaar lijken. De verspreidingsgebieden verschillen vaak wel. Alle soorten komen voor in Europa, behalve Alytes maurus, die voorkomt in Marokko.